# Seznam hurikánových sezón v Atlantiku před rokem 1600
Toto je seznam všech známých atlantických hurikánů do roku 1599.

## Seznam

### Před rokem 1500
| Rok             | Datum   | Postižené území |
| --------------- | ------- | --------------- |
| ~1330 př. n. l. | neznámé | Nikaragua       |
| ~250 př. n. l.  | neznámé | Belize          |
| ~465            | neznámé | Belize          |
| ~765            | neznámé | Belize          |
| ~795            | neznámé | Belize          |
| ~830            | neznámé | Alabama         |
| ~885            | neznámé | Belize          |
| ~1050           | neznámé | Belize          |
| ~1140           | neznámé | Alabama         |
| ~1250           | neznámé | Belize          |
| ~1350±55        | neznámé | Nová Anglie     |
| ~1310           | neznámé | Belize          |
| ~1330           | neznámé | Belize          |
| ~1430±20        | neznámé | Nová Anglie     |
| ~1465           | neznámé | Belize          |
| ~1494           | září    | Hispaniola      |
| ~1494           | říjen   | Hispaniola      |

### 1500–1524
| Rok   | Datum                               | Postižené území |
| ----- | ----------------------------------- | --------------- |
| ~1500 | neznámé                             | Belize          |
| 1500  | červenec                            | Bahamy          |
| 1502  | 10. července 1502jul.               | Hispaniola      |
| 1504  | neznámé                             | Kolumbie        |
| 1508  | 2. srpna 1508jul.–4. srpna 1502jul. | Hispaniola      |
| 1508  | 16. srpna 1508jul.                  | Portoriko       |
| 1509  | 8. srpna 1509jul.                   | Hispaniola      |
| 1510  | červenec                            | Hispaniola      |
| 1511  | 3. srpna                            | Panama          |
| 1514  | neznámé                             | Portoriko       |
| 1515  | červenec                            | Portoriko       |
| ~1515 | neznámé                             | Belize          |
| 1519  | neznámé                             | Jamajka, Kuba   |
| 1520  | neznámé                             | Hispaniola      |
| 1523  | neznámé                             | Florida         |

### 1525–1549
| Rok   | Datum                                        | Postižené území        |
| ----- | -------------------------------------------- | ---------------------- |
| 1525  | říjen                                        | Kuba                   |
| 1525  | neznámé                                      | Honduras               |
| 1526  | červen                                       | Severní Karolína       |
| 1526  | 4. října 1526jul.–5. října 1509jul.          | Portoriko, Hispaniola  |
| 1527  | 20. října 1527jul.–21. října 1509jul.        | Kuba                   |
| 1527  | listopad                                     | Texas                  |
| 1527  | neznámé                                      | Hispaniola             |
| 1528  | 13. června 1528jul. nebo 20. června 1509jul. | Aruba                  |
| 1528  | 22. září 1528jul.                            | Florida                |
| 1528  | neznámé                                      | Hispaniola             |
| 1529  | 28.–29. července                             | Portoriko              |
| ~1530 | neznámé                                      | Belize                 |
| 1530  | 26. července 1530jul.                        | Portoriko              |
| 1530  | 22. srpna 1530jul.                           | Portoriko              |
| 1530  | 31. srpna 1530jul.                           | Portoriko              |
| 1533  | 21. října 1533jul.–23. října 1530jul.        | Závětrné ostrovy       |
| 1533  | neznámé                                      | Portoriko              |
| 1537  | červenec nebo srpen                          | Portoriko              |
| 1537  | neznámé                                      | Kuba                   |
| 1541  | 25. prosince                                 | Venezuela              |
| 1545  | 10. srpna 1545jul.                           | Dominikánská republika |
| 1545  | 7. září 1545jul.–8. září 1545jul.            | Portoriko, Hispaniola  |
| 1545  | neznámé                                      | Mexiko                 |
| 1545  | neznámé                                      | Kuba                   |
| 1546  | 24. srpna 1546jul.                           | Portoriko              |
| 1546  | neznámé                                      | Dominikánská republika |
| 1548  | neznámé                                      | Hispaniola             |
| 1549  | neznámé                                      | Florida                |
| 1549  | neznámé                                      | Hispaniola             |

### 1549–1599
| Rok           | Datum                                     | Postižené území        | Poškození/poznámky |
| ------------- | ----------------------------------------- | ---------------------- | --- |
| 1550          | neznámé                                   | Florida Keys           | |
| 1551          | neznámé                                   | Kuba                   | |
| 1551          | neznámé                                   | Honduraský záliv       | |
| 1552          | 22. listopadu 1552jul.                    | Dominikánská republika | |
| 1552          | 2.–4. září                                | Mexiko                 | |
| 1553          | 22. září 1553jul.                         | Hispaniola             | Postihl San Somingo. |
| kolem r. 1553 | neznámé                                   | Florida                | |
| 1553          | neznámé                                   | Texas                  | |
| 1554          | duben nebo květen (?)                     | Texas                  | |
| 1554          | červen (?)                                | Mexický záliv          | |
| 1554          | srpen nebo září                           | Bahamy                 | |
| 1554          | srpen až říjen                            | Mona                   | |
| 1554          | 14. listopadu 1554jul.                    | Kuba                   | |
| kolem r. 1554 | neznámé                                   | Bermudy                | Přetížená, přeplněná galeona San Miguel se odvážila přivézt velké bohatství z Veracruzu, aby zachránila krále, pravděpodobně Karla V., císaře Svaté říše římské, před bankrotem. Předcházel ji dlouhý konvoj lodí, který ji měl chránit před francouzskými (a dalšími) piráty. Týden poté, co opustila Veracruz, ji dvě větrné bouře v Mexickém zálivu zanechaly se zlomeným hlavním stěžněm. Vrak odděleným od konvoje byl týdny unášen na vlnách na dohled Kuby a Baham. San Miguel zasáhl hurikán a její posádka hodila přes palubu všechno zboží kromě drahých kovů krále. Ztratila kormidlo, ale nějakým způsobem přežila. Hurikán zasáhl zbývající lodě v konvoji poblíž Bermud a jeho vedoucí loď se potopila. Karavela zachránila trpící pasažéry a posádku lodi San Miguel a poslala svůj náklad drahých kovů do Španělska na bezpečnější a plavby schopnější lodi. Transatlantickou plavbu přežilo 25 lodí, které pro krále vezly dostatek zlata. Francouzsko-španělská válka se značným pirátstvím zřejmě příští rok dorazila do Karibiku. Jeden zdroj datuje tuto událost do roku 1554, ale hurikán se zdánlivě odehrál mezi začátkem vlády místokrále Luíse de Velasco v Novém Španělsku (1550) a začátkem italské války v letech 1551–1559, ve které válčily Francie a Španělsko, což naznačuje, že tato bouře udeřila v roce 1550. |
| 1555          | neznámé                                   | Starý Bahamský kanál   | |
| 1557          | 27. října 1557jul.                        | Kuba                   | |
| 1559          | 19. září                                  | Florida, Alabama       | |
| 1561          | 24. června 1561jul.                       | Severní Karolína       | |
| 1563          | neznámé                                   | Florida                | |
| 1563          | srpen až říjen                            | Atlantský oceán        | |
| kolem r. 1564 | neznámé                                   | Severní Karolína       | „Nikdo z lidí nepřežil“ z vraku na pobřeží. |
| 1565          | 31. července 1565jul. – 2. srpna 1565jul. | Mexiko                 | |
| 1565          | 13. září 1565jul. – 16. září 1565jul.     | Florida                | |
| 1565          | 22. září 1565jul.                         | Florida                | |
| 1565          | 24. září 1565jul. – 26. září 1565jul.     | Florida                | |
| 1567          | neznámé                                   | Dominika               | |
| 1568          | 22. srpna 1568jul.                        | Yucatánský průliv      | |
| 1568          | 3. září 1568jul.                          | Portoriko              | |
| 1568          | 7. září 1568jul.                          | Florida                | |
| 1569          | září                                      | Bahamy                 | |
| 1570          | během nebo po září                        | Atlantský oceán        | Španělé ztratili čtyři lodě mezi Vera Cruz a Španělskem. |
| 1571          | září nebo říjen                           | Florida                | Velké záplavy v St. Augustine na Floridě, dvě lodě ztraceny. |
| 1571          | 18. října 1571jul. – 21. října 1571jul.   | Kuba, Jamajka          | Hurikán zasáhl Kubu a Jamajku. |
| 1573          | srpen                                     | Atlantský oceán        | Hurikán zasáhl loď v okolí Panenských ostrovů. |
| 1574          | ~27. srpna                                | Mexický záliv a Mexiko | |
| 1574          | neznámé                                   | Florida                | |

### 1575–1599
| Rok  | Datum                                                                       | Postižené území                    |
| ---- | --------------------------------------------------------------------------- | ---------------------------------- |
| 1575 | 1. října 1575jul.                                                           | Portoriko                          |
| 1576 | neznámé                                                                     | Hispaniola                         |
| 1577 | srpen až září                                                               | Kuba, Jamajka                      |
| 1577 | 28. září – 8. října                                                         | Atlantský oceán                    |
| 1578 | neznámé                                                                     | Hispaniola                         |
| 1578 | říjen                                                                       | Kuba, Jamajka                      |
| 1579 | kolem srpna                                                                 | Karibik                            |
| 1579 | 13. září                                                                    | Bermudy                            |
| 1579 | 26. září                                                                    | Bermudy                            |
| 1579 | neznámé                                                                     | Jamajka                            |
| 1579 | neznámé                                                                     | Atlantský oceán                    |
| 1583 | 9. srpnajul./ 19. srpna 1583greg.                                           | Hispaniola                         |
| 1583 | 30. srpnajul./ 9. září 1583greg.                                            | Atlantský oceán                    |
| 1583 | polovina září                                                               | Hispaniola                         |
| 1586 | 13. červnajul./ 23. června 1586greg. – 16. červnajul./ 26. června 1586greg. | Roanoke                            |
| 1586 | neznámé                                                                     | Starý Bahamský kanál               |
| 1587 | 21. srpnajul./ 31. srpna 1587greg.                                          | Roanoke                            |
| 1588 | 12. záříjul./ 22. září 1588greg.                                            | Kuba                               |
| 1588 | 4.–6. listopadu                                                             | Kolumbie                           |
| 1589 | 7. srpna                                                                    | Závětrné ostrovy                   |
| 1589 | 12. září                                                                    | Starý Bahamský kanál               |
| 1589 | neznámé                                                                     | Starý Bahamský kanál               |
| 1589 | neznámé                                                                     | Florida                            |
| 1589 | neznámé                                                                     | Florida                            |
| 1590 | začátek listopadu                                                           | Mexický záliv                      |
| 1591 | 10. srpna                                                                   | Atlantský oceán                    |
| 1591 | 13.–14. srpna                                                               | Atlantský oceán                    |
| 1591 | 16. srpnajul./ 26. srpna 1591greg.                                          | Roanoke                            |
| 1591 | ~30.–31. srpna                                                              | Atlantský oceán                    |
| 1591 | konec srpna až začátek září                                                 | Azory                              |
| 1591 | 6. září                                                                     | Azory                              |
| 1591 | 21. září                                                                    | Portoriko                          |
| 1591 | 24. září                                                                    | Kuba                               |
| 1591 | září                                                                        | Florida                            |
| 1591 | neznámé                                                                     | Florida                            |
| 1591 | neznámé                                                                     | Atlantský oceán nebo Karibské moře |
| 1593 | kolem 15. červencejul./ 25. července 1593greg.                              | Portoriko                          |
| 1594 | neznámé                                                                     | Karibik                            |
| 1594 | neznámé                                                                     | Hispaniola                         |
| 1594 | neznámé                                                                     | Kuba                               |
| 1595 | ~29.–30. srpna                                                              | Kuba                               |
| 1595 | neznámé                                                                     | Florida                            |
| 1597 | ~září až listopad                                                           | Jamajka                            |
| 1599 | ~červen až červenec                                                         | Bahamy                             |
| 1599 | 22. září                                                                    | Florida                            |